# 走り出す瞬間
『走り出す瞬間』（はしりだすしゅんかん）は、日本の女性アイドルグループけやき坂46のデビューアルバム。2018年6月20日にSony Recordsから発売された。

## 背景とリリース
グループ単独でリリースする初の作品。本作の発売は、2018年2月1日に日本武道館で開催された『けやき坂46（ひらがなけやき）日本武道館3Days公演』で発表された。
当初発表されたアルバムの発売日は2018年5月23日だったが、制作上の都合により2018年6月20日に変更となった。
本作は初回仕様限定盤Type-A、Type-B、通常盤の3形態で発売。初回仕様限定盤のType-Aには、2018年1月30日から2月1日まで開催された『けやき坂46（ひらがなけやき）日本武道館3Days公演』の3日目の公演の模様、初回仕様限定盤のType-Bには、2017年にけやき坂46が開催した『ひらがな全国ツアー2017』の模様、初回仕様限定盤共通でアルバムのリード曲「期待していない自分」のミュージック・ビデオを収録したBlu-rayが付属する。

## プロモーション
2018年6月17日から23日までの期間限定で、リリース記念ポスターが東京メトロ日比谷線六本木駅内で掲示され、同月19日には関東近郊のCDショップ46店舗への挨拶回りを実施した。

## アートワーク
| Type-A | 柿崎芽実・佐々木美玲・潮紗理菜・富田鈴花・小坂菜緒・濱岸ひより         |
| Type-B | 井口眞緒・齊藤京子・金村美玖・渡邉美穂・宮田愛萌・高瀬愛奈・高本彩花   |
| 通常盤 | 影山優佳・東村芽依・加藤史帆・佐々木久美・松田好花・丹生明里・河田陽菜 |

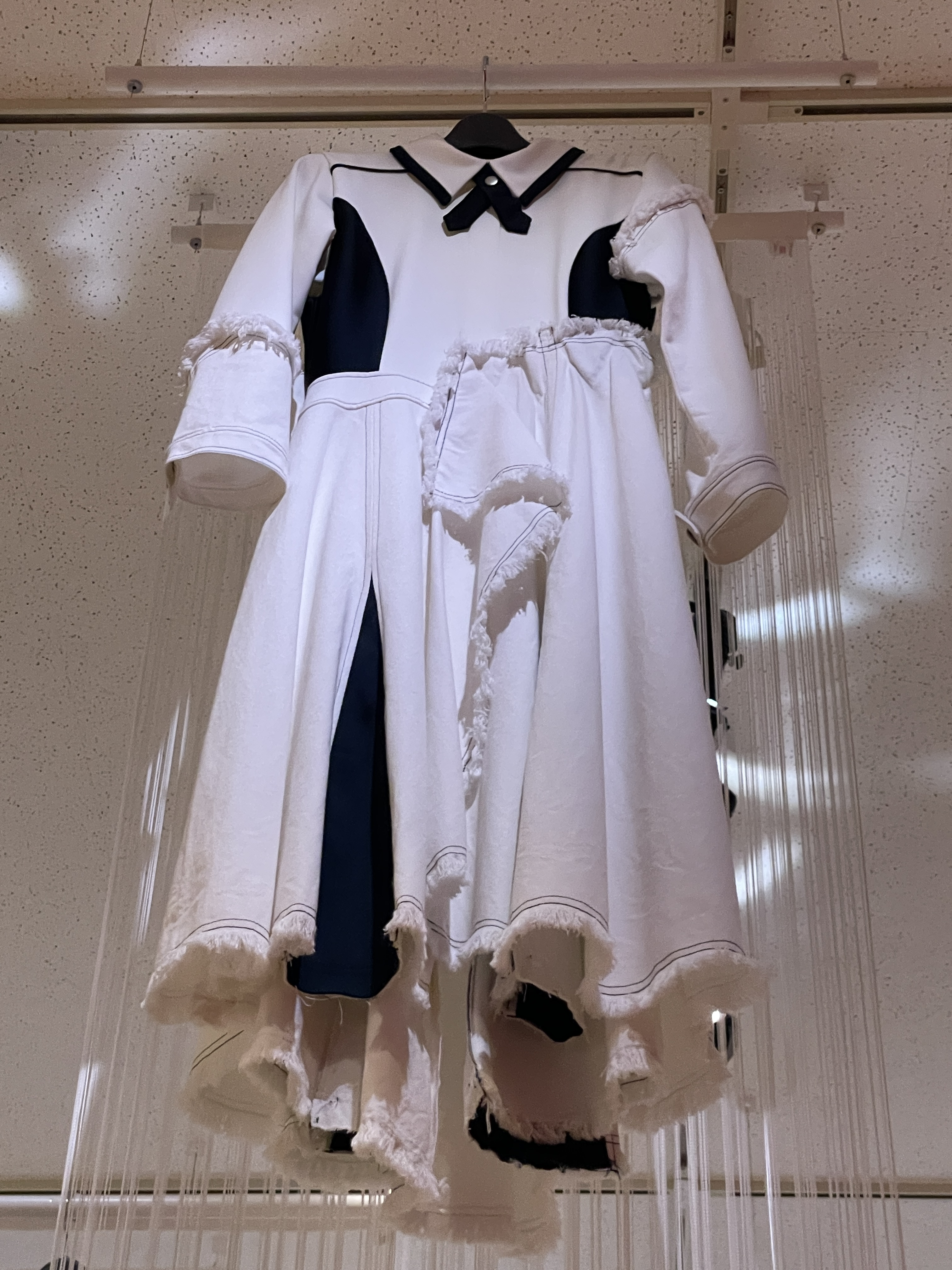
六本木ミュージアムの日向坂46展「WE R!」で展示された『走り出す瞬間 』の衣装（2024年5月13日撮影）

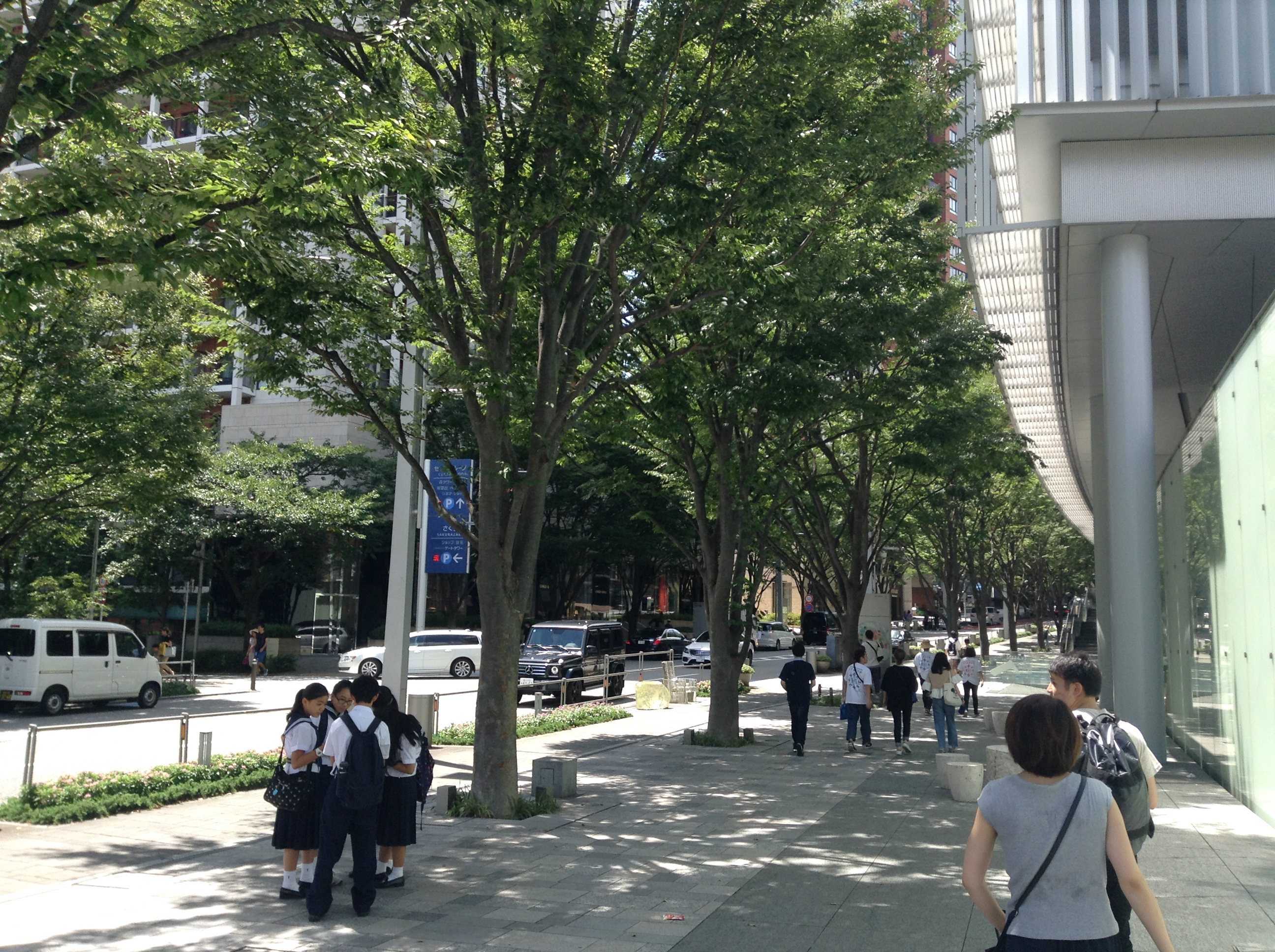
六本木ヒルズけやき坂（撮影地）

メンバーは白を基調とした新しい制服を着用。アーティスト写真はグループ名の由来である六本木のけやき坂で撮影された。

## チャート成績
2021年7月2日付のオリコン週間アルバムランキングで初週推定売上15万4461枚を記録し、初登場1位を獲得した。

## ミュージック・ビデオ
期待していない自分
監督：安藤隼人 / 製作：P.I.C.S.
それぞれ違う場所、違う境遇にいるメンバーが、衝動に駆られて一つの場所へ向かい、最後に全員が集結しフォーメーションダンスを行うという、アルバムのタイトル通り、目標に向かって「走り出す瞬間」が描かれている。メンバーはそれぞれの特技を披露しており、けやき坂46の自己紹介的な要素も入っている。最後のダンスシーンは、横浜市西区のけやき通り付近のヘリポートで撮影。地上123.6ｍのヘリポートでメンバーは強風に煽られ、髪をなびかせながらパフォーマンスを披露している。

## メディアでの使用
車輪が軋むように君が泣く
日向坂46ドキュメンタリー映画『3年目のデビュー』の主題歌。
NO WAR in the future
東京ヤクルトスワローズ 長谷川宙輝投手 2020年8月〜 登場曲。
ひらがなで恋したい
テレビ東京系「有吉ぃぃeeeee!そうだ!今からお前んチでゲームしない?」2020年3月度エンディングテーマ

## 収録トラック

### Type-A
| 全作詞: 秋元康。 |                                     |           |                            |                              |      |
| #                | タイトル                            | 作詞      | 作曲                       | 編曲                         | 時間 |
| 1.               | 「ひらがなけやき」                  | 秋元康    | 川浦正大                   | 野中“まさ”雄一               | 3:43 |
| 2.               | 「誰よりも高く跳べ！」              | 秋元康    | カミカオル / doubleglass   | 野中“まさ”雄一               | 4:43 |
| 3.               | 「僕たちは付き合っている」          | 秋元康    | Yo-Hey                     | Yo-Hey                       | 4:38 |
| 4.               | 「W-KEYAKIZAKAの詩」(欅&けやき坂組) | 秋元康    | 前迫潤哉 / Yasutaka.Ishio  | 佐々木裕                     | 5:08 |
| 5.               | 「永遠の白線」                      | 秋元康    | 石井健太郎                 | 石井健太郎                   | 4:20 |
| 6.               | 「沈黙した恋人よ」                  | 秋元康    | 杉山勝彦                   | 杉山勝彦 / 三谷秀甫 / 谷地学 | 4:39 |
| 7.               | 「それでも歩いてる」                | 秋元康    | さいとうくにあき           | さいとうくにあき             | 4:11 |
| 8.               | 「NO WAR in the future」            | 秋元康    | ツキダタダシ               | ツキダタダシ                 | 4:34 |
| 9.               | 「イマニミテイロ」                  | 秋元康    | 前迫潤哉 / Yasutaka.Ishio  | Yasutaka.Ishio               | 4:36 |
| 10.              | 「半分の記憶」                      | 秋元康    | 吉田司、村山シベリウス達彦 | 若田部誠                     | 4:59 |
| 11.              | 「期待していない自分」              | 秋元康    | kyota.                     | 生田真心                     | 3:28 |
| 12.              | 「線香花火が消えるまで」            | 秋元康    | 山本加津彦                 | 山本加津彦                   | 4:37 |
| 13.              | 「未熟な怒り」                      | 秋元康    | バグベア                   | 野中"まさ"雄一               | 3:32 |
| 14.              | 「わずかな光」                      | 秋元康    | 奥田もとい                 | 奥田もとい                   | 4:49 |
| 15.              | 「ノックをするな！」                | 秋元康    | APAZZI                     | APAZZI                       | 3:54 |
| 16.              | 「ハロウィンのカボチャが割れた」    | 秋元康    | サトウシンゴ               | 佐々木裕                     | 4:51 |
| 17.              | 「約束の卵」                        | 秋元康    | aokado                     | aokado                       | 5:03 |
| 合計時間:        | 合計時間:                           | 合計時間: | 合計時間:                  | 75:45                        |      |

| #         | タイトル                                                                             | 作詞  | 作曲・編曲 | 時間 |
| --------- | ------------------------------------------------------------------------------------ | ----- | ---------- | ---- |
| 1.        | 「期待していない自分 Music Video」                                                   |       |            | 3:42 |
| 2.        | 「Overture」(ひらがな武道館 〜Day3 Special Selection〜)                              |       |            | 1:36 |
| 3.        | 「Opening」(ひらがな武道館 〜Day3 Special Selection〜)                               |       |            | 2:00 |
| 4.        | 「ひらがなけやき」(ひらがな武道館 〜Day3 Special Selection〜)                        |       |            | 3:57 |
| 5.        | 「二人セゾン」(ひらがな武道館 〜Day3 Special Selection〜)                            |       |            | 4:50 |
| 6.        | 「僕たちは付き合っている」(ひらがな武道館 〜Day3 Special Selection〜)                |       |            | 4:58 |
| 7.        | 「沈黙した恋人よ」(ひらがな武道館 〜Day3 Special Selection〜)                        |       |            | 4:41 |
| 8.        | 「100年待てば」(ひらがな武道館 〜Day3 Special Selection〜)                           |       |            | 4:41 |
| 9.        | 「Dance Track」(ひらがな武道館 〜Day3 Special Selection〜)                           |       |            | 2:11 |
| 10.       | 「制服のマネキン」(ひらがな武道館 〜Day3 Special Selection〜)                        |       |            | 4:34 |
| 11.       | 「永遠の白線」(ひらがな武道館 〜Day3 Special Selection〜)                            |       |            | 4:20 |
| 12.       | 「誰よりも高く跳べ！」(ひらがな武道館 〜Day3 Special Selection〜)                    |       |            | 6:35 |
| 13.       | 「イマニミテイロ」(ひらがな武道館 〜Day3 Special Selection〜)                        |       |            | 4:41 |
| 14.       | 「MC」(ひらがな武道館 〜Day3 Special Selection〜)                                    |       |            | 7:15 |
| 15.       | 「誰よりも高く跳べ!（ダブルアンコール）」(ひらがな武道館 〜Day3 Special Selection〜) |       |            | 6:14 |
| 16.       | 「タイトルバック」(ひらがな武道館 〜Day3 Special Selection〜)                        |       |            | 4:57 |
| 合計時間: | 合計時間:                                                                            | 71:12 |            |      |

### Type-B
| 全作詞: 秋元康。 |                                     |           |                             |                              |      |
| #                | タイトル                            | 作詞      | 作曲                        | 編曲                         | 時間 |
| 1.               | 「ひらがなけやき」                  | 秋元康    | 川浦正大                    | 野中“まさ”雄一               | 3:43 |
| 2.               | 「誰よりも高く跳べ！」              | 秋元康    | カミカオル / doubleglass    | 野中“まさ”雄一               | 4:43 |
| 3.               | 「僕たちは付き合っている」          | 秋元康    | Yo-Hey                      | Yo-Hey                       | 4:38 |
| 4.               | 「W-KEYAKIZAKAの詩」(欅&けやき坂組) | 秋元康    | 前迫潤哉 / Yasutaka.Ishio   | 佐々木裕                     | 5:08 |
| 5.               | 「永遠の白線」                      | 秋元康    | 石井健太郎                  | 石井健太郎                   | 4:20 |
| 6.               | 「沈黙した恋人よ」                  | 秋元康    | 杉山勝彦                    | 杉山勝彦 / 三谷秀甫 / 谷地学 | 4:39 |
| 7.               | 「それでも歩いてる」                | 秋元康    | さいとうくにあき            | さいとうくにあき             | 4:11 |
| 8.               | 「NO WAR in the future」            | 秋元康    | ツキダタダシ                | ツキダタダシ                 | 4:34 |
| 9.               | 「イマニミテイロ」                  | 秋元康    | 前迫潤哉 / Yasutaka.Ishio   | Yasutaka.Ishio               | 4:36 |
| 10.              | 「半分の記憶」                      | 秋元康    | 吉田司 / 村山シベリウス達彦 | 若田部誠                     | 4:59 |
| 11.              | 「期待していない自分」              | 秋元康    | kyota.                      | 生田真心                     | 3:28 |
| 12.              | 「キレイになりたい」                | 秋元康    | 石井健太郎                  | 石井健太郎                   | 4:17 |
| 13.              | 「夏色のミュール」                  | 秋元康    | 井上トモノリ                | 久下真音                     | 4:43 |
| 14.              | 「男友達だから」                    | 秋元康    | 三谷秀甫                    | 三谷秀甫                     | 5:04 |
| 15.              | 「最前列へ」                        | 秋元康    | IKEZO                       | 若田部誠                     | 4:49 |
| 16.              | 「おいで夏の境界線」                | 秋元康    | 中山聡 / 足立優             | 板垣祐介                     | 4:06 |
| 17.              | 「車輪が軋むように君が泣く」        | 秋元康    | 斉門                        | 若田部誠                     | 4:37 |
| 合計時間:        | 合計時間:                           | 合計時間: | 合計時間:                   | 76:35                        |      |

| #         | タイトル | 作詞  | 作曲・編曲 | 時間 |
| --------- | --- | ----- | ---------- | ---- |
| 1.        | 「期待していない自分 Music Video」 |       |            | 3:42 |
| 2.        | 「Zepp Tokyo（ひらがなけやき / 二人セゾン / サイレントマジョリティー）」(ひらがな全国ツアー2017 Live&Documentary)                        |       |            | 5:49 |
| 3.        | 「Zepp Namba (OSAKA)（タップダンス パフォーマンス / 世界には愛しかない / 誰よりも高く跳べ！）」(ひらがな全国ツアー2017 Live&Documentary) |       |            | 3:31 |
| 4.        | 「Zepp Nagoya（ポイ パフォーマンス / 青空が違う / 乗り遅れたバス / 手を繋いで帰ろうか）」(ひらがな全国ツアー2017 Live&Documentary)       |       |            | 2:58 |
| 5.        | 「Zepp Sapporo（マーチング パフォーマンス / 猫の名前 / 永遠の白線）」(ひらがな全国ツアー2017 Live&Documentary)                           |       |            | 3:27 |
| 6.        | 「福岡サンパレス（カラーガード パフォーマンス / AM1:27 / ここにない足跡）」(ひらがな全国ツアー2017 Live&Documentary)                     |       |            | 3:29 |
| 7.        | 「Overture（幕張イベントホール）」(ひらがな全国ツアー2017 Live&Documentary)                                                              |       |            | 2:00 |
| 8.        | 「ひらがなけやき（幕張イベントホール）」(ひらがな全国ツアー2017 Live&Documentary)                                                        |       |            | 3:43 |
| 9.        | 「MC（幕張イベントホール）」(ひらがな全国ツアー2017 Live&Documentary)                                                                    |       |            | 1:07 |
| 10.       | 「NO WAR in the future（幕張イベントホール）」(ひらがな全国ツアー2017 Live&Documentary)                                                  |       |            | 4:51 |
| 11.       | 「それでも歩いてる（幕張イベントホール）」(ひらがな全国ツアー2017 Live&Documentary)                                                      |       |            | 4:12 |
| 12.       | 「手を繋いで帰ろうか（幕張イベントホール）」(ひらがな全国ツアー2017 Live&Documentary)                                                    |       |            | 5:39 |
| 13.       | 「太陽は見上げる人を選ばない（幕張イベントホール）」(ひらがな全国ツアー2017 Live&Documentary)                                            |       |            | 6:43 |
| 14.       | 「僕たちは付き合っている（幕張イベントホール）」(ひらがな全国ツアー2017 Live&Documentary)                                                |       |            | 4:51 |
| 15.       | 「MC（幕張イベントホール）」(ひらがな全国ツアー2017 Live&Documentary)                                                                    |       |            | 7:11 |
| 16.       | 「W-KEYAKIZAKAの詩（幕張イベントホール）」(ひらがな全国ツアー2017 Live&Documentary)                                                      |       |            | 7:49 |
| 合計時間: | 合計時間: | 71:02 |            |      |

### 通常盤
| 全作詞: 秋元康。 |                                     |           |                                                             |                                                             |      |
| #                | タイトル                            | 作詞      | 作曲                                                        | 編曲                                                        | 時間 |
| 1.               | 「ひらがなけやき」                  | 秋元康    | 川浦正大                                                    | 野中“まさ”雄一                                              | 3:43 |
| 2.               | 「誰よりも高く跳べ！」              | 秋元康    | カミカオル / doubleglass                                    | 野中“まさ”雄一                                              | 4:43 |
| 3.               | 「僕たちは付き合っている」          | 秋元康    | Yo-Hey                                                      | Yo-Hey                                                      | 4:38 |
| 4.               | 「W-KEYAKIZAKAの詩」(欅&けやき坂組) | 秋元康    | 前迫潤哉 / Yasutaka.Ishio                                   | 佐々木裕                                                    | 5:08 |
| 5.               | 「永遠の白線」                      | 秋元康    | 石井健太郎                                                  | 石井健太郎                                                  | 4:20 |
| 6.               | 「沈黙した恋人よ」                  | 秋元康    | 杉山勝彦                                                    | 杉山勝彦 / 三谷秀甫 / 谷地学                                | 4:39 |
| 7.               | 「それでも歩いてる」                | 秋元康    | さいとうくにあき                                            | さいとうくにあき                                            | 4:11 |
| 8.               | 「NO WAR in the future」            | 秋元康    | ツキダタダシ                                                | ツキダタダシ                                                | 4:34 |
| 9.               | 「イマニミテイロ」                  | 秋元康    | 前迫潤哉 / Yasutaka.Ishio                                   | Yasutaka.Ishio                                              | 4:36 |
| 10.              | 「半分の記憶」                      | 秋元康    | 吉田司 / 村山シベリウス達彦                                 | 若田部誠                                                    | 4:59 |
| 11.              | 「期待していない自分」              | 秋元康    | kyota.                                                      | 生田真心                                                    | 3:28 |
| 12.              | 「三輪車に乗りたい」                | 秋元康    | Kaz Kuwamura（CWF）/ カトウリョータ（CWF）/ 小木岳司（CWF） | Kaz Kuwamura（CWF）/ カトウリョータ（CWF）/ 小木岳司（CWF） | 4:24 |
| 13.              | 「こんな整列を誰がさせるのか？」    | 秋元康    | 春行                                                        | APAZZI                                                      | 4:43 |
| 14.              | 「居心地悪く、大人になった」        | 秋元康    | 嶋田啓介                                                    | 嶋田啓介                                                    | 3:56 |
| 15.              | 「割れないシャボン玉」              | 秋元康    | 渡辺翔 / sasakure.UK / ふるっぺ (ケラケラ)                  | sasakure.UK                                                 | 4:08 |
| 16.              | 「ひらがなで恋したい」              | 秋元康    | ふるっぺ（ケラケラ）                                        | ふるっぺ（ケラケラ）                                        | 4:11 |
| 合計時間:        | 合計時間:                           | 合計時間: | 合計時間:                                                   | 70:21                                                       |      |

### Complete Edition
| 全作詞: 秋元康。 |                                     |           |                                        |                                        |      |
| #                | タイトル                            | 作詞      | 作曲                                   | 編曲                                   | 時間 |
| 1.               | 「ひらがなけやき」                  | 秋元康    | 川浦正大                               | 野中“まさ”雄一                         | 3:43 |
| 2.               | 「誰よりも高く跳べ！」              | 秋元康    | カミカオル、doubleglass                | 野中“まさ”雄一                         | 4:44 |
| 3.               | 「僕たちは付き合っている」          | 秋元康    | Yo-Hey                                 | Yo-Hey                                 | 4:38 |
| 4.               | 「W-KEYAKIZAKAの詩」(欅&けやき坂組) | 秋元康    | 前迫潤哉、Yasutaka.Ishio               | 佐々木裕                               | 5:08 |
| 5.               | 「永遠の白線」                      | 秋元康    | 石井健太郎                             | 石井健太郎                             | 4:20 |
| 6.               | 「沈黙した恋人よ」                  | 秋元康    | 杉山勝彦                               | 杉山勝彦、三谷秀甫、谷地学             | 4:39 |
| 7.               | 「それでも歩いてる」                | 秋元康    | さいとうくにあき                       | さいとうくにあき                       | 4:11 |
| 8.               | 「NO WAR in the future」            | 秋元康    | ツキダタダシ                           | ツキダタダシ                           | 4:34 |
| 9.               | 「イマニミテイロ」                  | 秋元康    | 前迫潤哉、Yasutaka.Ishio               | Yasutaka.Ishio                         | 4:36 |
| 10.              | 「半分の記憶」                      | 秋元康    | 吉田司、村山シベリウス達彦             | 若田部誠                               | 4:59 |
| 11.              | 「期待していない自分」              | 秋元康    | kyota.                                 | 生田真心                               | 3:28 |
| 12.              | 「線香花火が消えるまで」            | 秋元康    | 山本加津彦                             | 山本加津彦                             | 4:37 |
| 13.              | 「未熟な怒り」                      | 秋元康    | バグベア                               | 野中"まさ"雄一                         | 3:32 |
| 14.              | 「わずかな光」                      | 秋元康    | 奥田もとい                             | 奥田もとい                             | 4:49 |
| 15.              | 「ノックをするな！」                | 秋元康    | APAZZI                                 | APAZZI                                 | 3:54 |
| 16.              | 「ハロウィンのカボチャが割れた」    | 秋元康    | サトウシンゴ                           | 佐々木裕                               | 4:51 |
| 17.              | 「約束の卵」                        | 秋元康    | aokado                                 | aokado                                 | 5:03 |
| 18.              | 「キレイになりたい」                | 秋元康    | 石井健太郎                             | 石井健太郎                             | 4:17 |
| 19.              | 「夏色のミュール」                  | 秋元康    | 井上トモノリ                           | 久下真音                               | 4:43 |
| 20.              | 「男友達だから」                    | 秋元康    | 三谷秀甫                               | 三谷秀甫                               | 5:04 |
| 21.              | 「最前列へ」                        | 秋元康    | IKEZO                                  | 若田部誠                               | 4:49 |
| 22.              | 「おいで夏の境界線」                | 秋元康    | 中山聡、足立優                         | 板垣祐介                               | 4:06 |
| 23.              | 「車輪が軋むように君が泣く」        | 秋元康    | 斉門                                   | 若田部誠                               | 4:37 |
| 24.              | 「三輪車に乗りたい」                | 秋元康    | Kaz Kuwamura、カトウリョータ、小木岳司 | Kaz Kuwamura、カトウリョータ、小木岳司 | 4:24 |
| 25.              | 「こんな整列を誰がさせるのか？」    | 秋元康    | 春行                                   | APAZZI                                 | 4:43 |
| 26.              | 「居心地悪く、大人になった」        | 秋元康    | 嶋田啓介                               | 嶋田啓介                               | 3:56 |
| 27.              | 「割れないシャボン玉」              | 秋元康    | 渡辺翔、sasakure.UK、ふるっぺ          | sasakure.UK                            | 4:08 |
| 28.              | 「ひらがなで恋したい」              | 秋元康    | ふるっぺ                               | ふるっぺ                               | 4:11 |
| 合計時間:        | 合計時間:                           | 合計時間: | 合計時間:                              | 124:44                                 |      |

## 歌唱メンバー

### 期待していない自分
（センター：佐々木美玲）
- 3列目：富田鈴花、松田好花、濱岸ひより、高瀬愛奈、東村芽依、影山優佳、井口眞緒、宮田愛萌、丹生明里、金村美玖
- 2列目：柿崎芽実、渡邉美穂、高本彩花、小坂菜緒、佐々木久美、河田陽菜、潮紗理菜
- 1列目：加藤史帆、佐々木美玲、齊藤京子[18]

### 線香花火が消えるまで
- 金村美玖、富田鈴花、松田好花[18]

### 未熟な怒り
- 金村美玖、河田陽菜、小坂菜緒、富田鈴花、丹生明里、濱岸ひより、松田好花、宮田愛萌、渡邉美穂[18]

### わずかな光
- 佐々木美玲[18]

### ノックをするな!
- 加藤史帆、高瀬愛奈、東村芽依、富田鈴花、渡邉美穂[18]

### ハロウィンのカボチャが割れた
ユニット：りまちゃんちっく
- 潮紗理菜、加藤史帆、齊藤京子、佐々木久美、高本彩花[18]

### 約束の卵
- 井口眞緒、潮紗理菜、柿崎芽実、影山優佳、加藤史帆、齊藤京子、佐々木久美、佐々木美玲、高瀬愛奈、高本彩花、東村芽依、金村美玖、河田陽菜、小坂菜緒、富田鈴花、丹生明里、濱岸ひより、松田好花、宮田愛萌、渡邉美穂[18]

### キレイになりたい
- 小坂菜緒、丹生明里、渡邉美穂[18]

### 夏色のミュール
- 井口眞緒、影山優佳、高瀬愛奈、東村芽依[18]

### 男友達だから
- 加藤史帆[18]

### 最前列へ
- 金村美玖、河田陽菜、小坂菜緒、富田鈴花、丹生明里、濱岸ひより、松田好花、宮田愛萌、渡邉美穂[18]

### おいで夏の境界線
- 井口眞緒、潮紗理菜、柿崎芽実、影山優佳、加藤史帆、齊藤京子、佐々木久美、佐々木美玲、高瀬愛奈、高本彩花、東村芽依[18]

### 車輪が軋むように君が泣く
- 井口眞緒、潮紗理菜、柿崎芽実、影山優佳、加藤史帆、齊藤京子、佐々木久美、佐々木美玲、高瀬愛奈、高本彩花、東村芽依、金村美玖、河田陽菜、小坂菜緒、富田鈴花、丹生明里、濱岸ひより、松田好花、宮田愛萌、渡邉美穂[18]

### 三輪車に乗りたい
- 柿崎芽実、佐々木美玲[18]

### こんな整列を誰がさせるのか?
- 井口眞緒、潮紗理菜、柿崎芽実、影山優佳、加藤史帆、齊藤京子、佐々木久美、佐々木美玲、高瀬愛奈、高本彩花、東村芽依[18]

### 居心地悪く、大人になった
- 齊藤京子[18]

### 割れないシャボン玉
- 河田陽菜、濱岸ひより、宮田愛萌[18]

### ひらがなで恋したい
- 井口眞緒、潮紗理菜、柿崎芽実、影山優佳、加藤史帆、齊藤京子、佐々木久美、佐々木美玲、高瀬愛奈、高本彩花、東村芽依、金村美玖、河田陽菜、小坂菜緒、富田鈴花、丹生明里、濱岸ひより、松田好花、宮田愛萌、渡邉美穂[18]

## ツアー

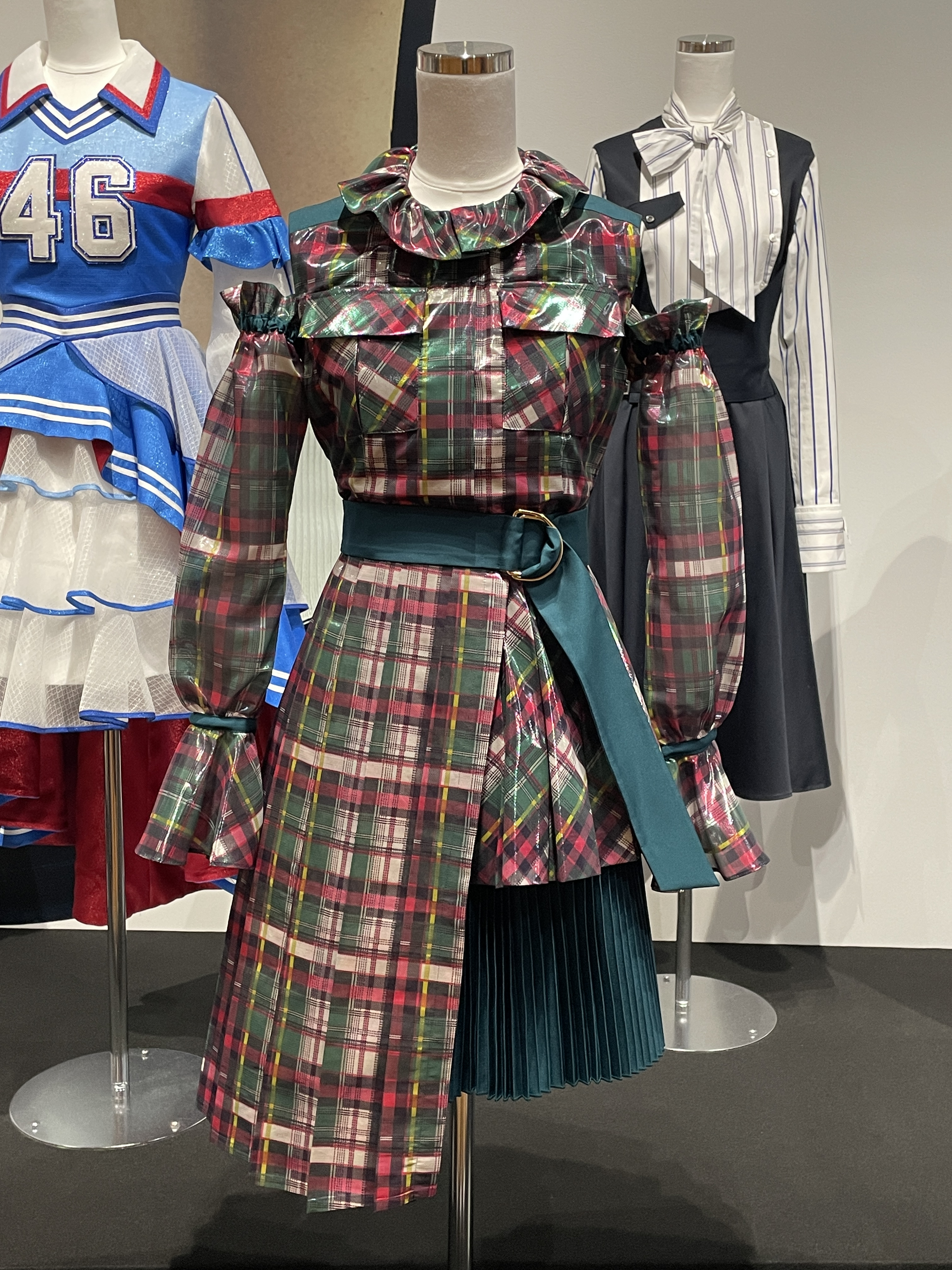
六本木ミュージアムの日向坂46展「WE R!」で展示された「けやき坂46『走り出す瞬間』ツアー2018」のオープニング衣装（2024年5月13日撮影）

本作品の発売を記念して、初のホールツアーである『けやき坂46「走り出す瞬間」ツアー2018』が5都市10公演で開催された。ファイナルの千葉公演は追加公演。
| 日程                    | 開場 / 開演   | 都市     | 会場                        |
| ----------------------- | ------------- | -------- | --------------------------- |
| 2018年6月4日・5日・ 6日 | 17:00 / 18:30 | 神奈川県 | パシフィコ横浜 国立大ホール |
| 2018年6月13日           | 17:00 / 18:30 | 東京都   | 東京国際フォーラム ホールA  |
| 2018年6月27日・28日     | 17:00 / 18:30 | 大阪府   | フェスティバルホール        |
| 2018年7月2日・3日       | 17:00 / 18:30 | 愛知県   | 名古屋センチュリーホール    |
| 2018年7月9日・10日      | 17:00 / 18:30 | 千葉県   | 幕張メッセ イベントホール   |